# Венгры
Ве́нгры (самоназвание — мадья́ры, венг. magyarok [ˈmɒɟɒrok]) — финно-угорский народ, относящийся к угорской языковой группе, основное население Венгрии. 
Говорят на венгерском языке. По языку наиболее близкими венграм народами являются ханты и манси, хотя сегодня взаимопонятность венгерского с этими языками полностью отсутствует. В языке венгров обнаруживается большое количество заимствований из языков соседствующих с ними европейских народов, а также из тюркских языков.
Помимо Венгрии, значительное число венгров проживает в Румынии (историческая область Трансильвания), Сербии (северная часть края Воеводина), Словакии, Украине, Германии, Великобритании, Австрии, США, Чили и Канаде. Больше всего за пределами Венгрии их живёт в США — 1,5 миллиона человек. Непосредственно в Венгрии проживает около 9,5 млн венгров (перепись 2001 года), что составляет 93 % от населения государства.

## Этноним
Русское слово «венгр» — заимствование из пол. węgier «венгр», восходящее к праслав. *ǫgъrinъ (др.-рус. ѹгринъ, укр. угорець, бел. вугорац, ст.‑слав. ѫгринъ, мн. ѫгре, серб. у̀гар, род. п. у̀гра, также у̀грин, болг. унгарци, словен. vogr, vogrin, чеш. uher, словац. uhor, пол. węgier, węgrzyn, лит. veñgras).
В европейских языках слово имеет разные, но похожие формы: лат. Ungari, Ungri, др.-греч. Οὑγγρικός, Οὖγγροι, фр. hongroi(s), нем. Ungar(n), англ. Hungarian(s), швед. ungrare. Все эти экзоэтнонимы произошли из булг. on ogur — «десять частей (родов)». Это словосочетание используется в китайских летописях относительно культуры хунну. Согласно М. Фасмеру, в булг. on ogur, тюрк. on oguz означает «десять огузских родов». Начальное h- в названии Hungari, возможно, развилось под влиянием этнонима Hunni «гунны». 
В Средние века Венгрию долго называли «королевством гуннов»; под этим названием она упоминается в романе «Песнь о Нибелунгах». Считалось, что венгры вторглись в Европу вместе с гуннами как их союзники.

### Самоназвание венгров
Самоназвание венг. magyar(ok) «венгр, венгерский» (др.-венг. Моgor, ср.-греч. Μεγέρη) обычно разделяют на две части, первую из которых — mōś — сравнивают с самоназванием манси (восходящим к финно-угорскому корню *mańćɜ со значением «человек») и названием одной из двух фратрий хантов Мось. 
Происхождение второй части неясно; скорее всего, в нём скрыт финно-угорский корень -ër со значением «мужчина, сын» (тот же корень прослеживается в современных венгерских словах ember („человек“) и férj („муж“)). Он есть и в фин. yrkö «мужчина», марийском эрге «сын, мальчик».
Учитывая древнюю связь венгров с оногурами, есть определённая вероятность, что древнее самоназвание венгров — Mogor — представляет собой заимствование со значением «рог» из древнебулгарского тюркского языка.

## История

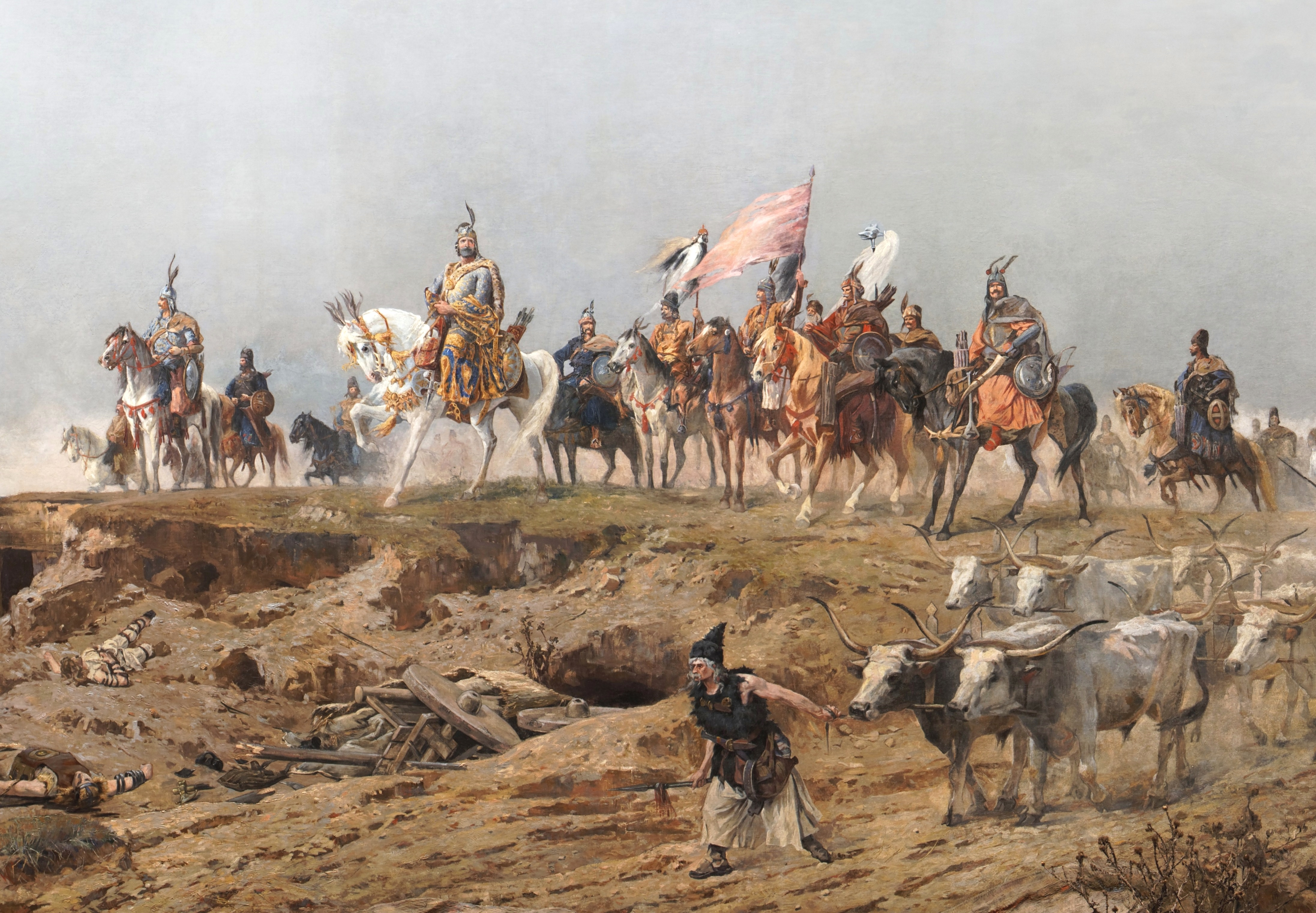
Художники Арпад Фести, Л. Меднянский и Е. Барчаи. «Переход князя Арпада через Карпаты» (Прибытие венгров (циклорама)). Холст (циклорама, 1800
м²), написан к празднованию тысячелетней годовщины завоевания мадьярами Венгрии. Ópusztaszer, Национальный мемориальный музей, Венгрия

Миграция венгров

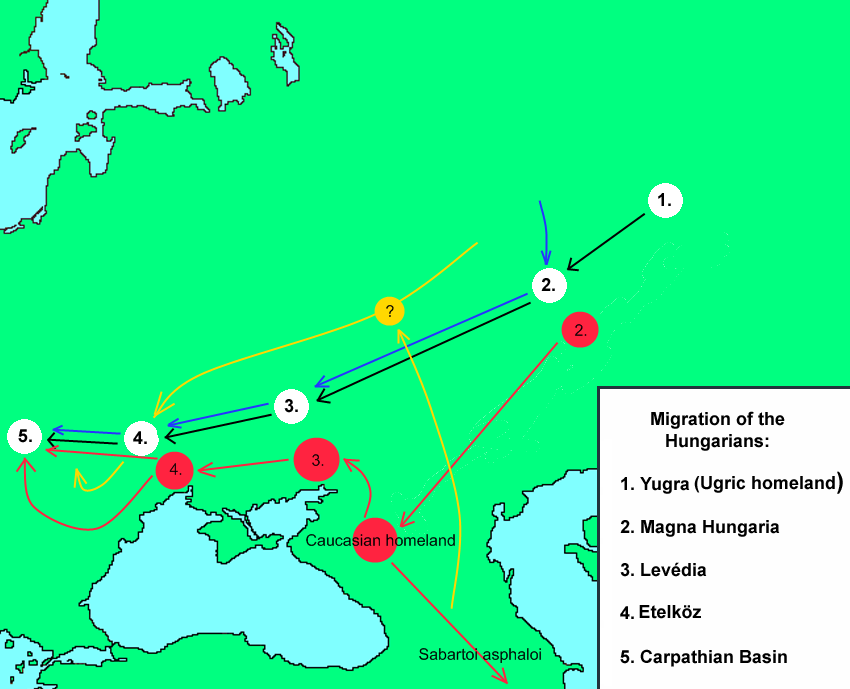
Миграция венгров

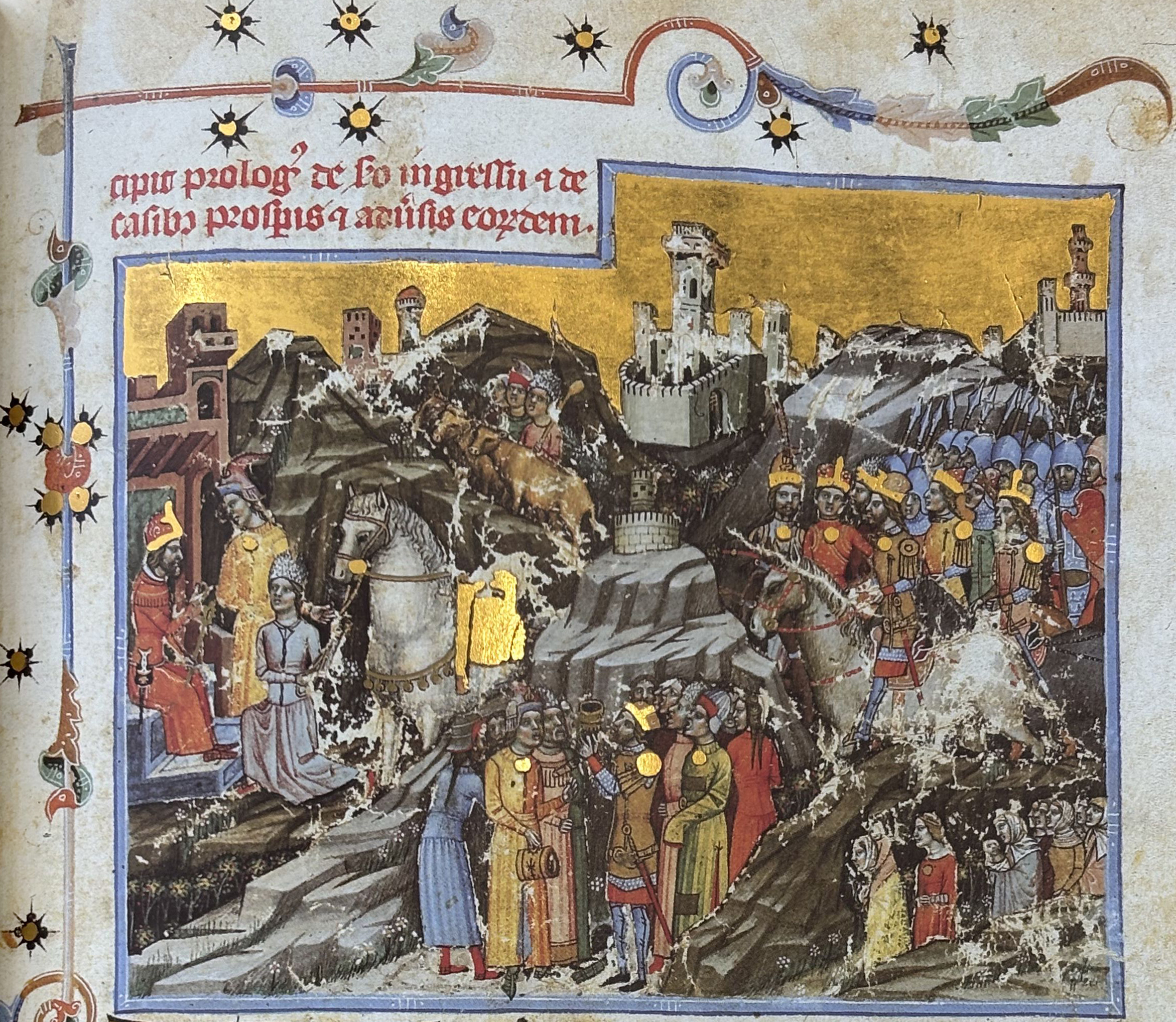
Переход мадьяров через Карпаты Chronicon Pictum, 1360

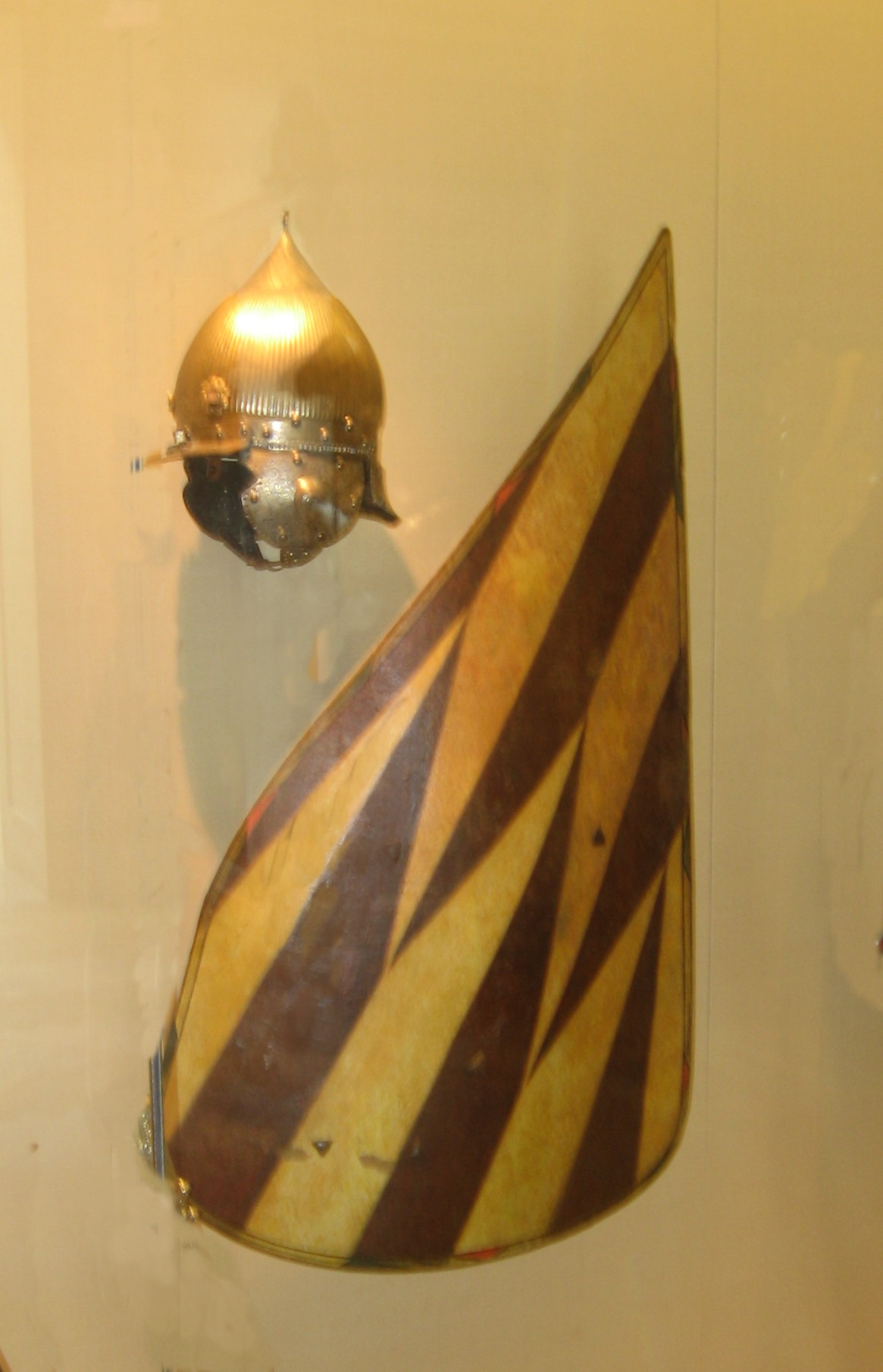
Шлем и щит венгерского гусара.
Такой щит при хорошем обзоре обеспечивает защиту шеи от сабельного удара

Лингвистическими предками венгров являются воинственные полукочевники-скотоводы, прародиной которых считаются степные области к востоку от Урала. Существует версия антрополога Дамира аль-Кирами о родственности народов Венгрии и народов современных Татарстана и Башкортостана. В ряде исследований наиболее генетически близким к современным венграм европейским народом считаются болгары. Современное население Венгрии существенно отличается от средневекового, и наличие Y-хромосомной гаплогруппы N1a1, свидетельствующей о причастности к финно-уграм и имевшейся у весомой части предков венгров в X веке, теперь минимально либо отсутствует вовсе из-за ассимиляции с местным населением Паннонии. У венгров определили 1,122 % неандертальской примеси и 0,019 % денисовской примеси.
В отличие от своих ближайших языковых родственников — хантов и манси, обитавших в тайге, — предки венгров вели почти полностью кочевой образ жизни в лесостепной и степной зоне Зауралья («Великая Венгрия»).
По данным генетиков, генофонд венгров был сформирован несколькими эпизодами слияний, важнейшим из которых было смешение в эпоху бронзы носителей межовской культуры с предками современных нганасан, когда сформировался общий «протоугорский» генофонд. В дальнейшем предки венгров получили иранскую и восточноазиатскую предковые компоненты. Согласно F3-статистике, основная примесь в венгерских геномах периода завоевания Паннонии происходила от европейских популяций эпохи бронзы и от предков современных нганасан. Манси-сарматскую компоненту венгры периода завоевания получили примерно около 643—431 годов до н. э., а компоненту, связанную с манси-скифами/хань, — около 217—315 годов н. э. «Иммигрантское ядро» венгров-завоевателей возникло от смешения манси, ранних сарматов и потомков поздних хунну. Согласно методу главных компонент (PCA), венгерские геномы периода завоевания генетически близки к современным башкирам и поволжским татарам, а также к восточным скифам, к западным и тянь-шаньским гуннам. Европейская (славянская) Y-хромосомная гаплогруппа I2a1a2b1a1a-Y3120 также была специфична для группы венгров-завоевателей, особенно для элиты, и очень часто сопровождалась восточными митохондриальными линиями. «Динарская» линия I2a1a2b-L621 могла принадлежать славянам, женившимся на венгерках. Эта информация соответствует сообщению Константина VII Багрянородного в «De Administrando Imperio» о том, что «белые хорваты женятся и дружат с турками (венграми)».
Примерно в 1-м тысячелетии н. э. носители правенгерского языка перекочевали в бассейн Нижней Камы, где оставили памятники караякуповской и кушнаренковской культур. Палеогенетиками выявлены длительные генетические связи представителей чияликской и кушнаренковской культур с венграми-завоевателями Карпатского бассейна и подтверждена уральская трансмиссия нескольких восточно-евразийских монородительских линий в их генофонд. Кушнаренковская культура (популяция зауральской стоянки на озере Уелги) и популяции, связанные с ломоватовской и неволинской культурами Предуралья, обнаруживают обширные генетические связи с венграми-завоевателями Прикарпатья. Материнские линии венгров-завоевателей такие же, как линии современных татар со значительным восточно-евразийским компонентом. Позже венгры перекочевали в причерноморские и приазовские степи и находились под властью хазар и булгар.
Археологи описывают «субботцевский горизонт памятников в Поднепровье», в котором заметны наиболее сильные связи с венгерской материальной культурой.
Древневенгерская конфедерация племён состояла из семи собственно венгерских племён и трёх союзных этнически хазарских родов, отколовшихся от Хазарии под названием «кавары».
Наиболее раннее из известий об «унграх», которые находились недалеко от болгар, содержится в хронике Георгия Амартола, который повествует об участии «унгров» в болгаро-византийском конфликте 836—838 годов. В IX веке началась военно-политическая экспансия Кыргызского каганата на запад. Киргызские войска, преследуя остатки разбитых уйгуров, расширили свои владения вплоть до Уральских гор: в состав их государства были включены степные и лесостепные юга Западной Сибири. Угорские племена степей Зауралья были обращены в киргизских вассалов — кыштымов. Пришельцы из Минусинской котловины стали причиной ухода древних угро-мадьярских племён из Приуралья. Об этом свидетельствуют кыргызские курганы «тюхтятской» культуры, обнаруженные на юге Челябинской области. В 896 году под предводительством Арпада и Курсана они поселились в Трансильвании, откуда овладели Паннонией и впоследствии заняли сегодняшние земли восточной Австрии и южной Словакии. Венгры совершали набеги на Западную Европу.
Со временем (X—XI век) пришельцы-венгры ассимилировали местное население (славян, валахов, аваров) и пришедших вместе с ними каваров и, переняв многие их обычаи, культуру, слова их языков, перешли на оседлое проживание. Кроме того, в XIII веке на территорию Венгрии переселилось аланское племя ясов, дав своё название одной из исторических областей страны — Ясшаг. Образовалось Венгерское государство, которое за свою историю имело различные размеры и содержало в себе различные территории. Стала складываться венгерская нация.
К XVII веку Венгрия попадает под власть Габсбургской монархии, но получает определённое самоуправление. Поэтому венгры как нация не исчезают, а их национальное самосознание, культура, язык продолжают развиваться. Было создано государство Австро-Венгрия (1867), в котором Венгрия получила довольно значительные права для себя, как составной части государства, и для населения, как нации венгров.
После Первой мировой войны Австро-Венгрия распалась. Одним из осколков этой империи является современная Венгрия. После Второй мировой войны по 1989 существовала социалистическая Венгерская Народная Республика.

## Генетика
У венгерских завоевателей из Карпатского бассейна, живших в конце IX века, были определены 7 Y-хромосомных гаплогрупп: C2-M217 (6,25 %), G2a-L156 (18,75 %), I2a-P37 (12,5 %), J1-M267 (6,25 %), N3a-L708 (37,5 %), R1a-Z93 (12,5 %) и R1b-L23 (6,25 %). Наличие гаплогруппы N3a (N1a1a1a-L708) примечательно тем, что она редко встречается у современных венгров (в отличие от других финно-угорских народов), но была обнаружена у 37,5 % венгерских завоевателей. Субклад N1a1a1a1a2-Z1936 (ISOGG v15.73), выявленный у венгров-завоевателей, может представлять родство между носителями языков уральской языковой семьи. 
У современных венгров генетическое разнообразие митогеномов достигает 99,9 %. Филогеографический анализ позволил обнаружить 71 митохондриальную гаплогруппу. Не менее 8 % антоинформативных гаплотипов, обнаруженных у венгров, проявляют сходство с восточно- и западнославянскими популяциями (гаплогруппы H1c23a, H2a1c1, J2b1a6, T2b25a1, U4a2e, K1c1j и I1a1c). Влияние сибирских популяций не столь заметно (гаплогруппы A12a, C4a1a и, вероятно, U4b1a4).

## Вероисповедание
По вероисповеданию 37 % венгров — католики, далее следуют протестанты лютеранского и кальвинистского направлений, их 14 % от всего населения. Венгров, исповедующих остальные религии, вместе с атеистами, в общем числе 19,94 % от всего населения. 27 % граждан страны не сообщают о своём вероисповедании.

## Венгерская диаспора

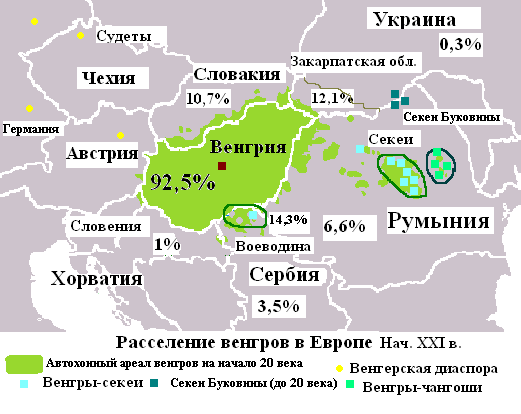
Расселение венгров в Европе в начале XXI века

### Венгры в России
Согласно переписи 2002 года, в России проживало 3,7 тыс. венгров. По данным Всероссийской переписи населения 2010 года, численность венгров в России составляла 2781 человек (городское население — 1811 человек, сельское — 970).

### Венгры в Румынии
Венгры — крупнейшее этническое меньшинство на территории современной Румынии, официальные права которого признаются ЕС согласно рамочной конвенции по правам национальных меньшинств. Так, венгерский язык признаётся официальным наряду с румынским в уездах, где венгры составляют свыше 20 % населения. В основном это регионы Северной Трансильвании. Общая численность венгров в Румынии — 1,4 млн человек (6,6 % населения страны или 19,6 % населения Трансильвании).

### Венгры в Сербии
По данным переписи 2011 года, общая численность венгров — 253 899 чел., или 3 % населения страны.

### Венгры в Словакии
В Словакии венгры являются первым по численности национальным меньшинством, венгерское население в 2011 году составило 458 467 человек или 8,5 % населения.

### Венгры на Украине
По переписи 2001 года, на Украине насчитывалось 156 600 или 0,3 % венгров. Подавляющее большинство венгров Украины — это жители Закарпатья (151,5 тыс. из 156,6 тыс.), где они составляют 12 % населения области.

## Субэтносы венгров

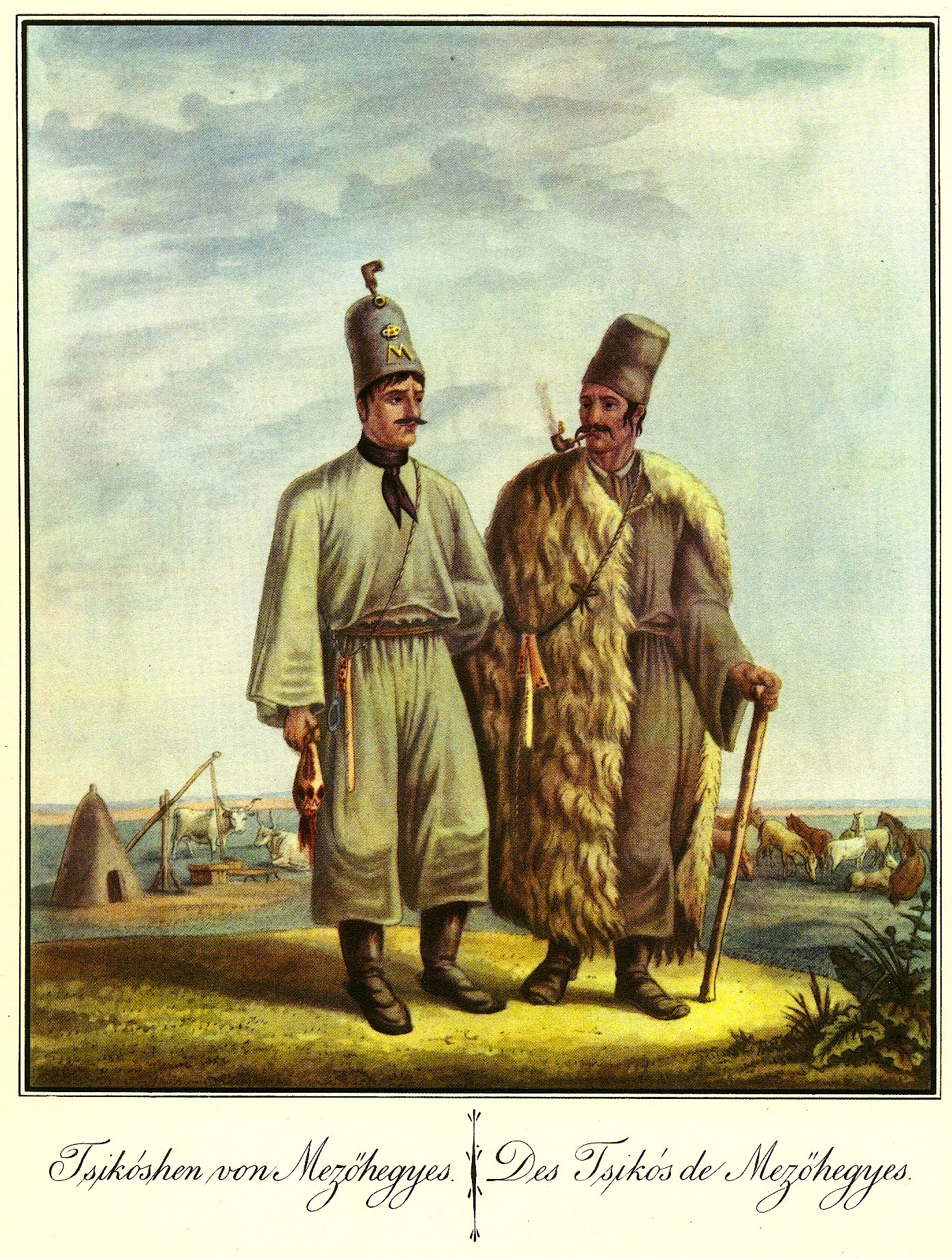
Пастухи из окрестностей Мезёхедьеша

Сложная этническая история, смешение разных народов на территории страны привели к тому, что венгры делятся на разные этнографические и субэтнические группы: палоци, медье, шаркёзы, чанго, куны, ясы, гайдуки (хайду), секеи, мадьярабы. Группы палоци (р-н городов Балашадьярмат и Шальготарьян) и медье (г. Мезёкёвешд) славятся искусством вышивки по коже и полотну. К западу от Будапешта группа венгров Шаркёз — декоративным искусством и одеждой. В области Хетеш и Гёчей — группа, близкая по традициям соседним словенцам. Между Рабой и Дунаем живут куманы (куны) — потомки половцев (тюрок-кыпчаков), вытесненные сюда в период монголо-татарского нашествия в XIII в. В этот же период на территории современной провинции Яс-Надькун-Сольнок поселились аланы (ясы). Часть булгар ушла в своё время в Паннонию. Долгое время (до XVII—XVIII вв.) куны и ясы сохраняли язык и культурные особенности. В окрестностях Дебрецена сложилась этническая группа гайдуков. На юго-востоке Трансильвании — секеи, как считается, происходят от гуннов, по мнению других учёных — от огузо-тюркского племени печенегов.
Самым экзотическим субэтносом венгров являются мадьярабы, проживающие на границе Египта и Судана. Они были переселены сюда османским султаном Селимом I в 1517 году, и к настоящему времени их наречие имеет лишь отдалённое сходство с венгерским языком.
По версии А. Биро, Б. Михали, А. М. Тюрин казахский род Мажар является родственным мадьярам.

## Язык
Венгерский язык относится к финно-угорской группе уральской языковой семьи. В Средние века в Венгрии государственными языками были также немецкий и латинский, поэтому венгерский заимствовал много немецких и латинских слов. Кроме того, взаимодействие венгров с протобулгарами и хазарами в древности, а также и со славянами в разные времена повлияло на то, что в нём довольно много славянизмов и тюркизмов. Поначалу учёные долго не могли определить происхождение этого языка, ведь он не похож ни на один язык соседних народов. Позже было замечено, что по структуре он близок финскому, но только более глубокое изучение позволило доказать принадлежность венгерского языка к угорской подветви финно-угорской группы уральской языковой семьи.
Ближайшими к венгерскому современными языками являются языки манси и ханты. Эта близость, однако, условна и носит скорее лингво-генетический характер: праугорское языковое единство, существовавшее на территории Южного Урала и юга Западной Сибири (восток современного Башкортостана, Челябинская и Курганская области) распалось не позже V—VI вв. Дальнейшая судьба венгерского и обско-угорских языков была весьма различна. Общение представителей современных угорских народов на родных языках между собой весьма затруднительно вследствие фонетических, лексических и грамматических расхождений.

## Быт и традиции
Венгры заняты в основном в многоотраслевой экономике, в промышленности и сфере обслуживания. Более половины венгров живёт в городах. Прежняя традиционная отрасль — сельское хозяйство, где ведущую роль играло животноводство, а с XIX века большее значение получило земледелие.
На равнинах (провинция Альфёльд) распространено пастбищное скотоводство, на юге — коневодство, разводят также свиней и овец. В растениеводстве главная культура — пшеница (с XVII века), с XVIII века выращивается картофель. Важны садоводство и овощеводство. Давние традиции имеет виноделие, особенно известен район Токайской возвышенности (токайское вино).
Традиционные ремёсла — обработка льна, конопли, вышивка, плетение кружев, ткацкое, гончарное, дубление и выделка кожи.
Типы поселений — разные. В сельской местности — крупные сёла и хутора. Города средневековые (Буда, Шиофок, Дьёр, Печ, Мишкольц, Ньиредьхаза и др.), но есть и т. н. сельскохозяйственные города (мезёвароши), где население — крестьяне, например, в Альфёльде.

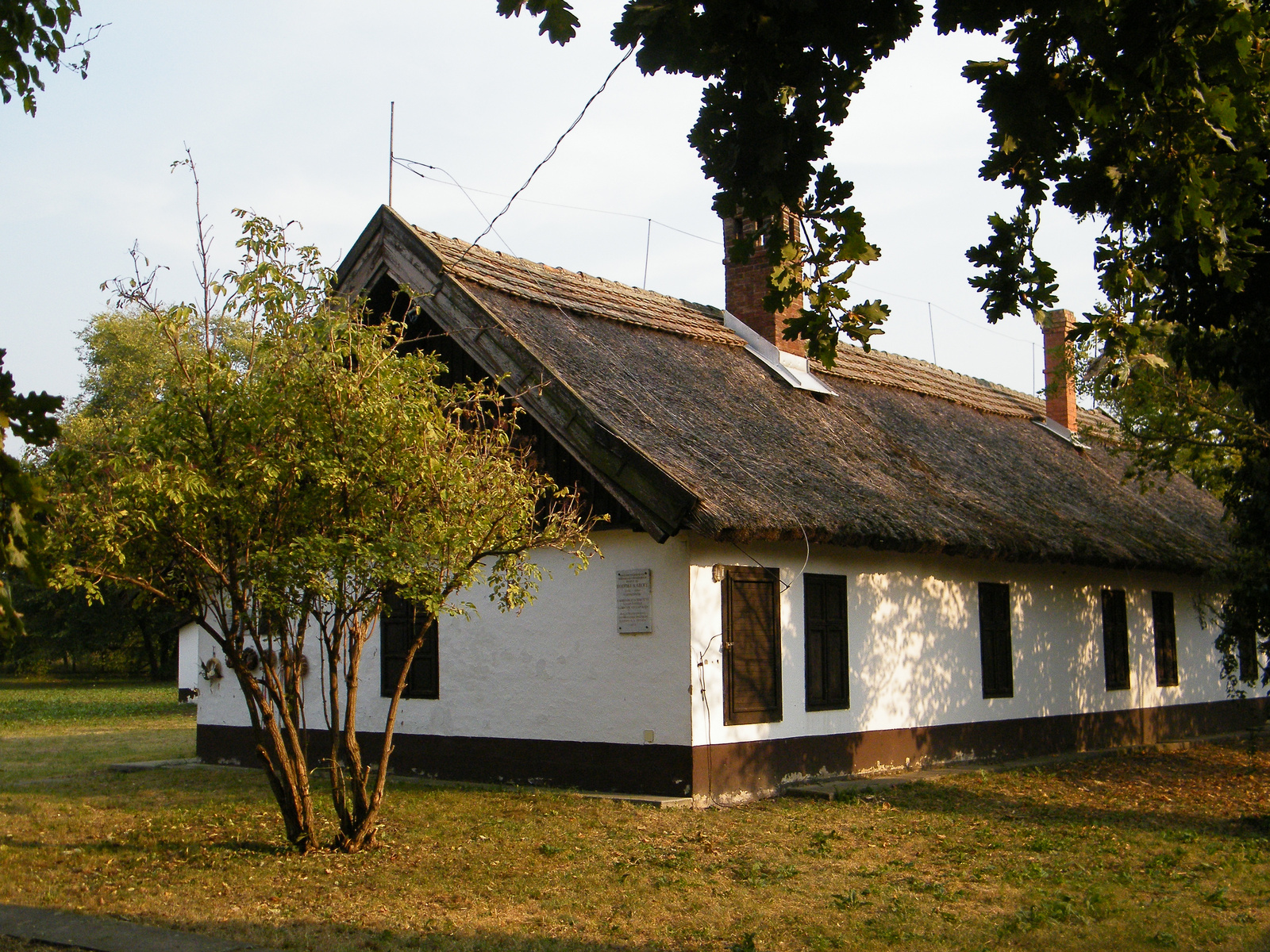
Традиционное жилище

Жилище — деревянные (на западе страны и у румынских секеев) или с земляными стенами или с тростниковыми, обмазанными глиной дома прямоугольной формы и с тянущейся вокруг длинной стороны галереей, подпираемой столбами. Крыша была покрыта соломой, дранкой или черепицей. Теперь используется камень и кирпич. Как правило, традиционные жилища выходили торцом на улицу, а длинная сторона оставалась во дворе. Такая особенность архитектуры от венгров распространилась среди чехов, словаков, хорватов и сербов Воеводины. На севере и отчасти в Альфёльде до XIX в. сохранялись длинные дома для больших семей с отдельными помещениями для каждой супружеской пары. В городах — обычная европейская архитектура, есть памятники всех типичных европейских стилей, романского, готики, ренессанса, барокко, классицизма, историзма (эклектизма), модерна.
Традиционная одежда разнообразна. У женщин — сборчатая юбка, часто несколько юбок, короткая рубашка с широким рукавом, безрукавка, в обществе обязателен головной убор, чепец, платок. У мужчин — рубаха (на севере и западе страны — короткие, с длинными рукавами, на юге и востоке — длинные, до колен; позднее получили распространение рубахи ниже поясницы с широкими рубахами, поскольку в предплечье рукав собирался в складки), жилет и брюки (на западе были больше распространены узкие лосины, а на востоке — широкие белые штаны, отдалённо напоминающие юбку), меховая шапка, соломенная или фетровая шляпа. Характерно суконное пальто простого покроя губа (венг. guba) с длинными рукавами, которую носили, набросив на плечи; а на севере и северо-востоке — расшитый плащ сюр (венг. szűr) из белого сукна. Нередка суконная одежда обшивалась шнурами. На ногах носили поршни (венг. bocskor) и сапоги.
В питании традиции более устойчивы. Венгры употребляют много мяса, овощей (капуста, помидоры), мучных изделий (лапша, клёцки), острые приправы, чёрный и красный перец, лук. Наиболее известное блюдо — гуляш, также пёркёльт — тушёное мясо в томатном соусе, паприкаш — тушёная курица с красным перцем, лечо — овощи в томатном соусе. Популярен кофе. Слово «бограч» («котёл») одинаково звучит в венгерском языке и на языке казанских татар.

## Народная культура

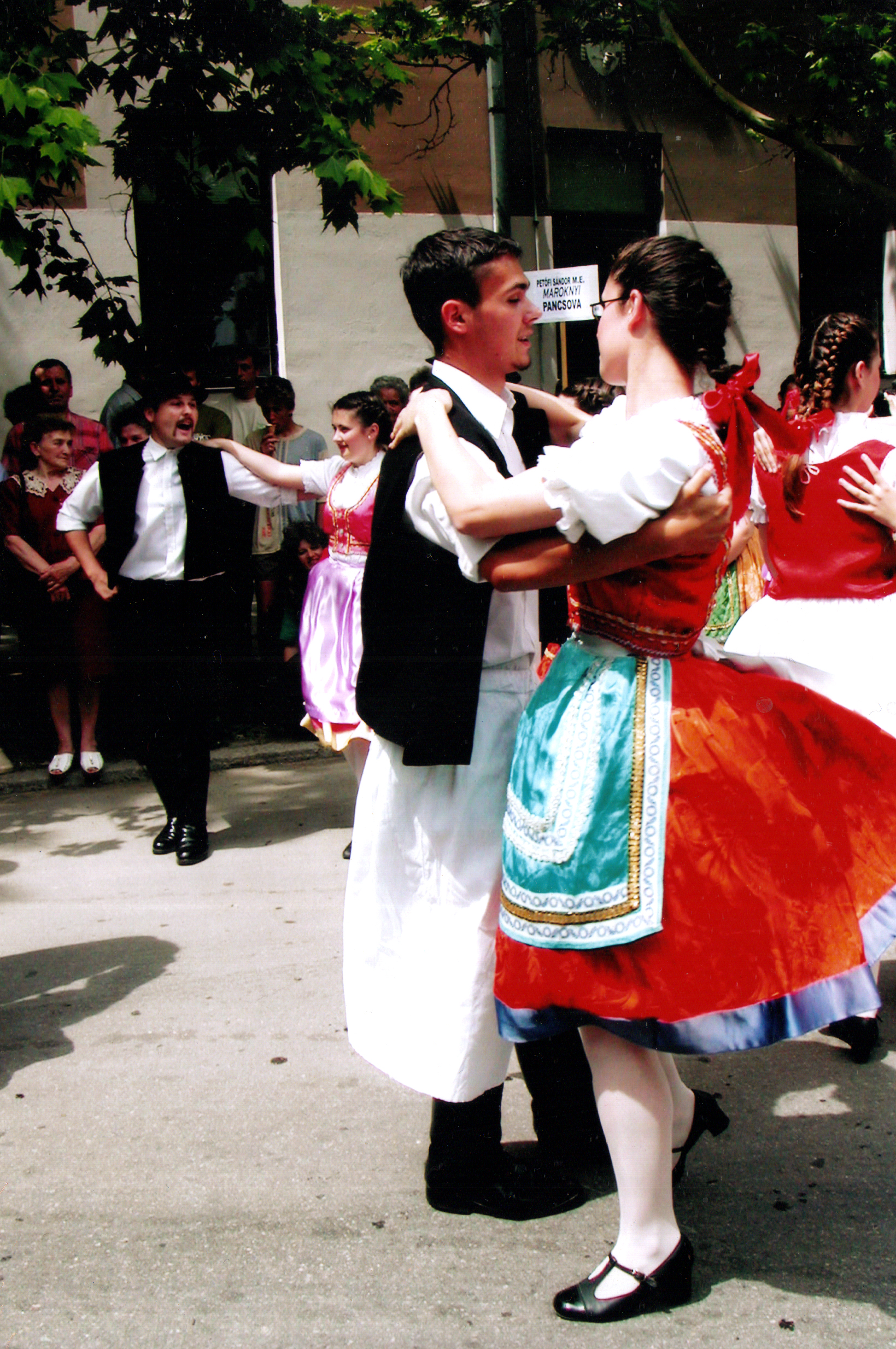
Танцующие венгры в Воеводине

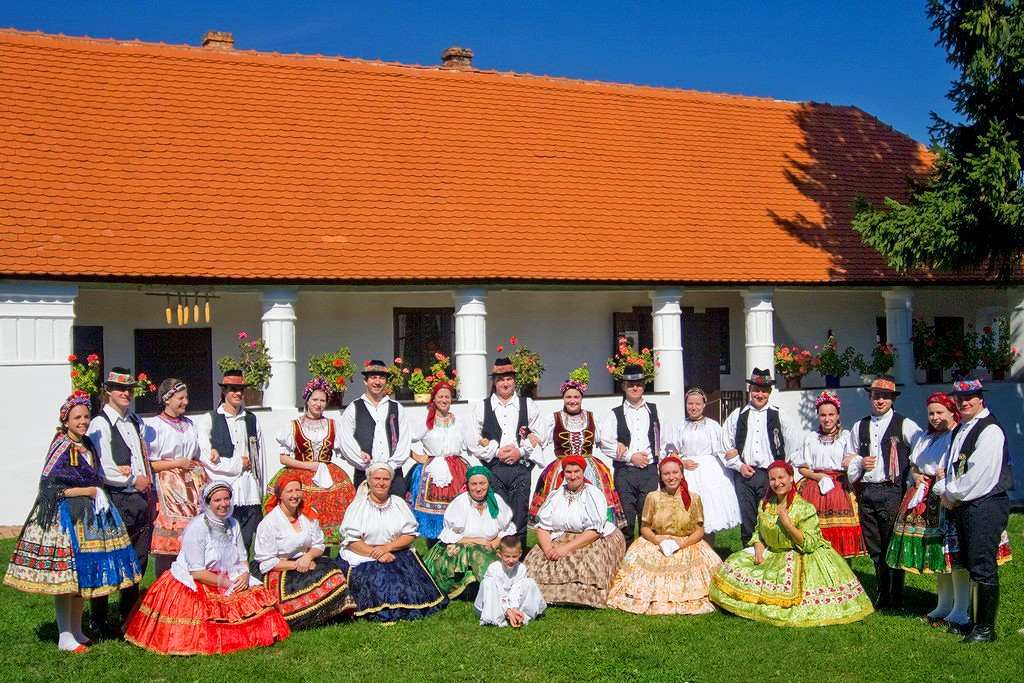
Венгры в национальной одежде

В богатом фольклоре венгров выделяются песни, баллады (о разбойниках-бетярах), сказки, исторические предания. 
В целом, для венгерской народной музыки характерны одноголосье, пентатоника и разнообразие. В старых песнях заметны черты музыки народов Поволжья, в новых — более современные ритмы. Широко известны венгерские танцы — например, вербункош и чардаш. Среди народных инструментов главными являются скрипка, цимбалы (именно в Венгрии была разработана оркестровая разновидность цимбал), виолончель, контрабас (аккомпанирующие инструменты) и лютня тамбура, также излюбленные у венгерских цыган. 
На материальную и духовную культуру венгров также оказали влияние такие народы, как половцы, влахи, немцы, французы, итальянцы, цыгане, евреи, селившиеся там, где жили и венгры. 
В 1970-х годах — благодаря усилиям этнографов и собирателей народных инструментов Белы Халмоша, Ференца Шебо, Дьёрдя Мартина и Шандора Тимара — появились «танцхазы» (венг. táncház — «танцевальный дом»), занимающиеся сохранением традиционных песен и танцев венгров. Во времена социалистического режима танцхазы были популярны у венгерского общества, так как они были противопоставлены «официальной» усреднённой народной музыке, исполнявшимися профессиональными ансамблями. В 1980-х годах обычай проводить конец недели в танцхазах стал одним из самых распространённых у людей способов развлечения и проведения времени вместе. Впоследствии он появился и у трансильванских венгров.

## Венгерские имена
Венгерские личные имена в основном являются мадьяризованными христианскими именами, традиционными для Европы (Дьёрдь — Георгий, Иштван — Степан, Янош — Иоанн (Иван)) либо происходят из славянских, германских или тюркских языков. Часть имён является исконно финно-угорскими.

## Галерея

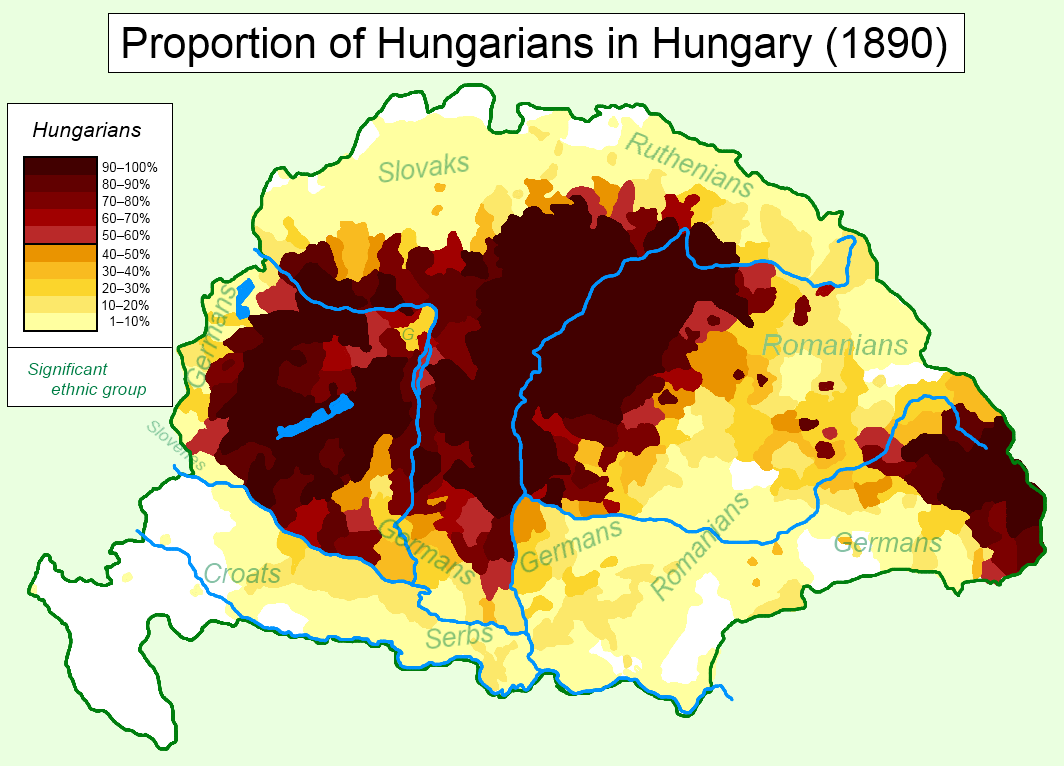
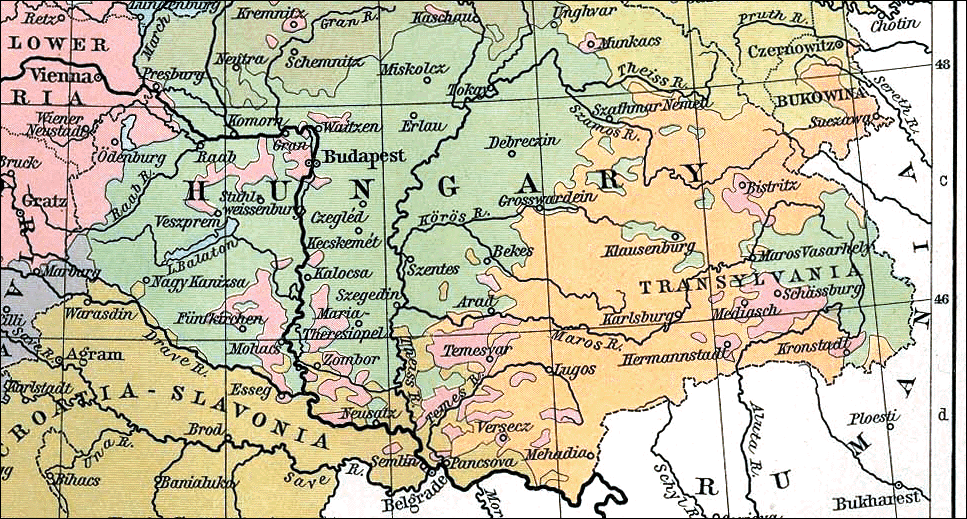
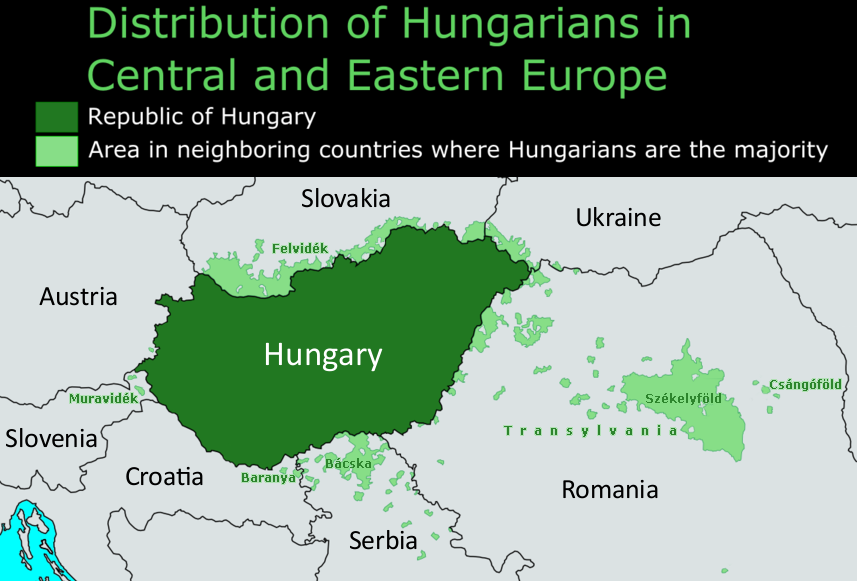
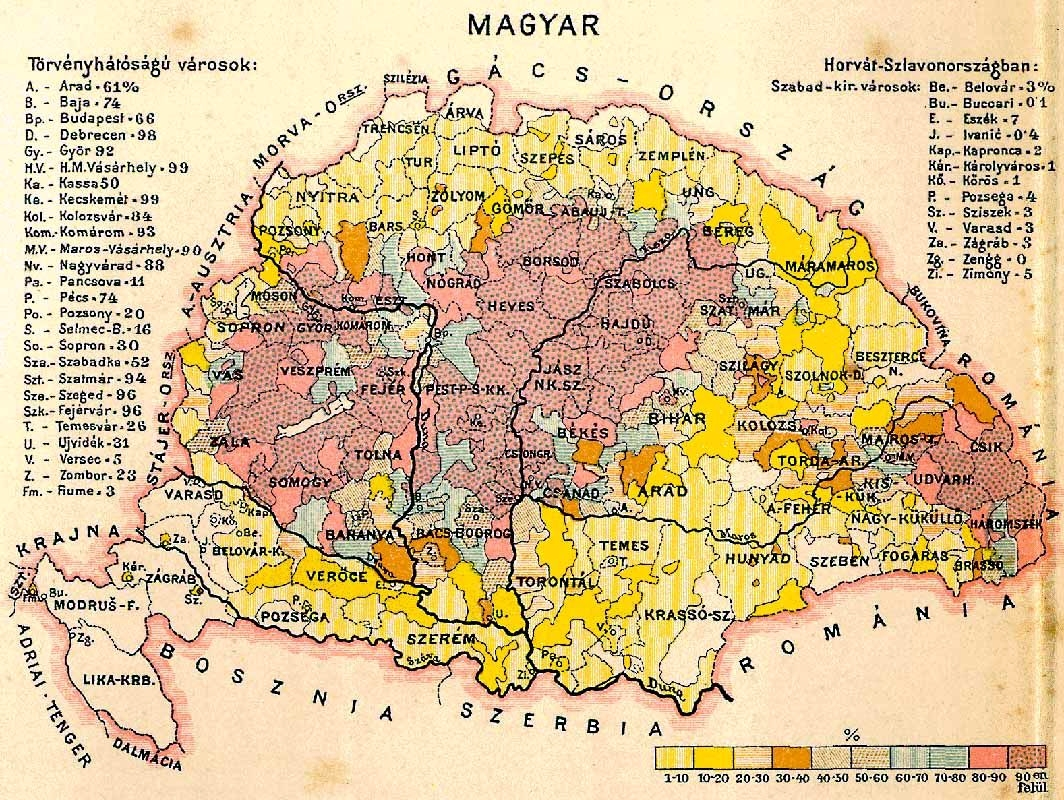
Расселение венгров в 1890 г.
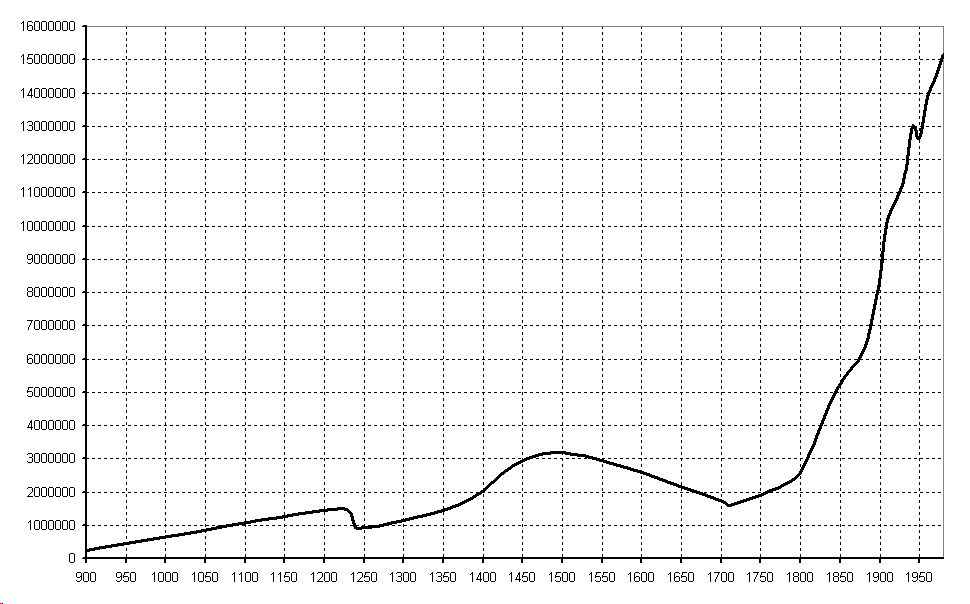
Динамика численности венгерского народа (900—1980)
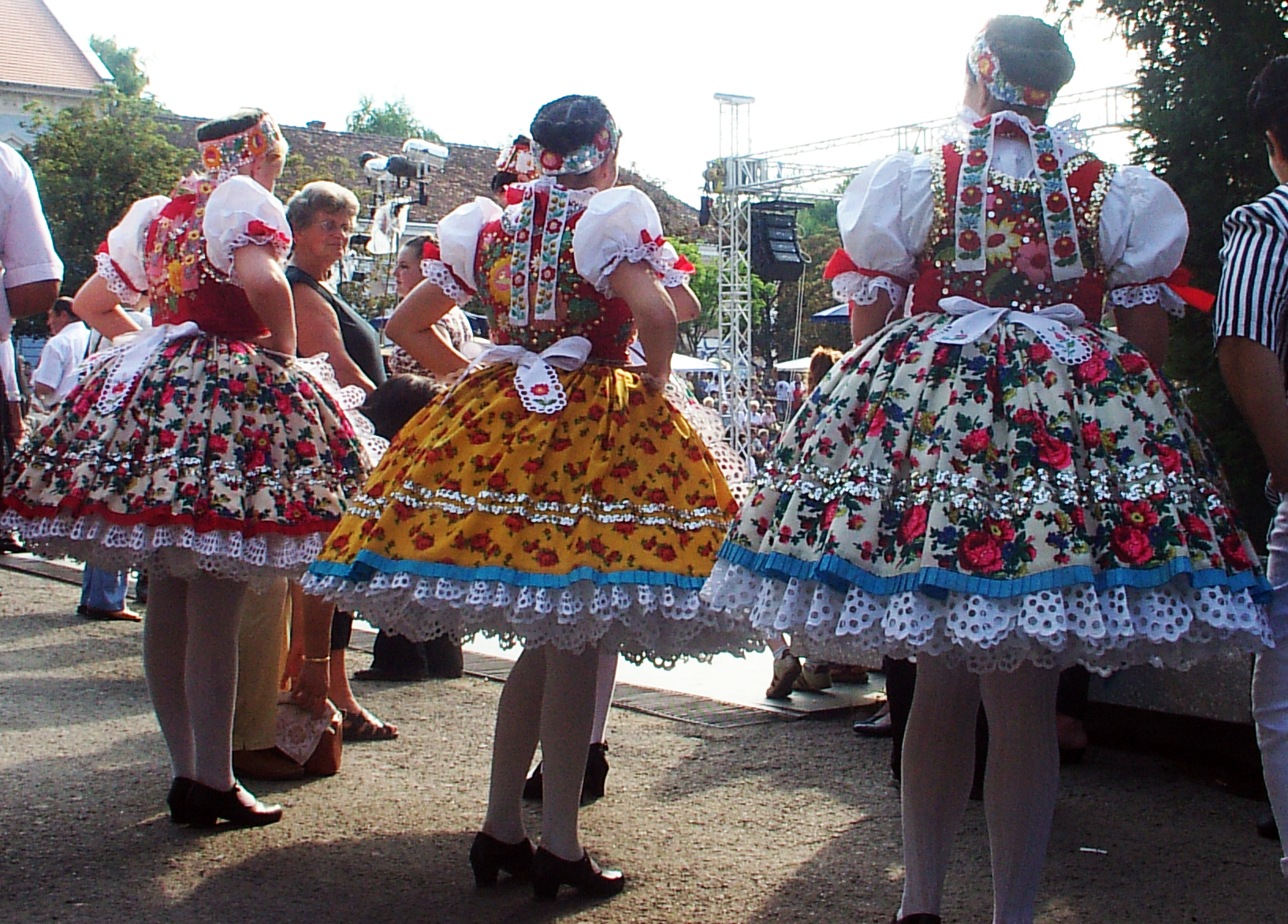
Традиционный костюм венгров Воеводины
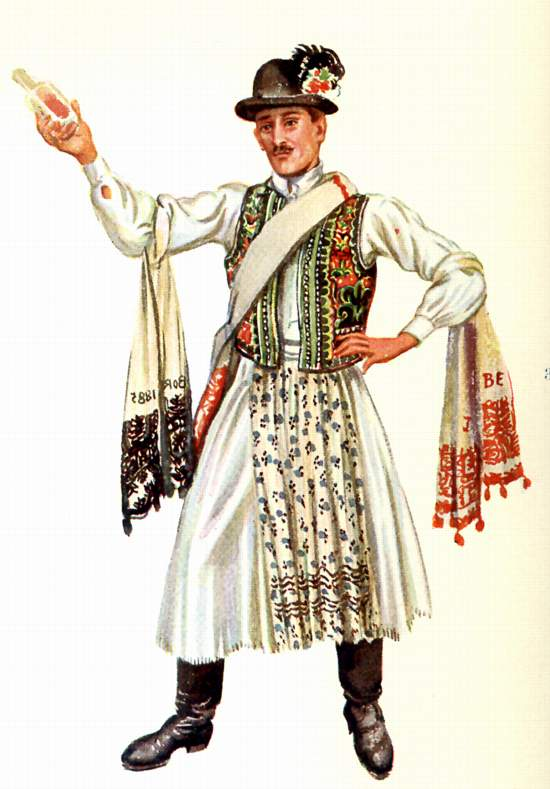
Шафер (венг. vőfély) на венгерской свадьбе, рисунок 1885 г.